# Nordhorn
Nordhorn est une ville de Basse-Saxe (Allemagne) située dans l'arrondissement du comté de Bentheim.
Nordhorn est le chef-lieu du district du comté de Bentheim dans l'extrême sud-ouest de la Basse-Saxe près de la frontière des Pays-Bas et de la Rhénanie-du-Nord-Westphalie. Nordhorn est classée centre de ressources avec des fonctions partielles quant à l'aménagement du territoire.

## Origine du nom de la ville

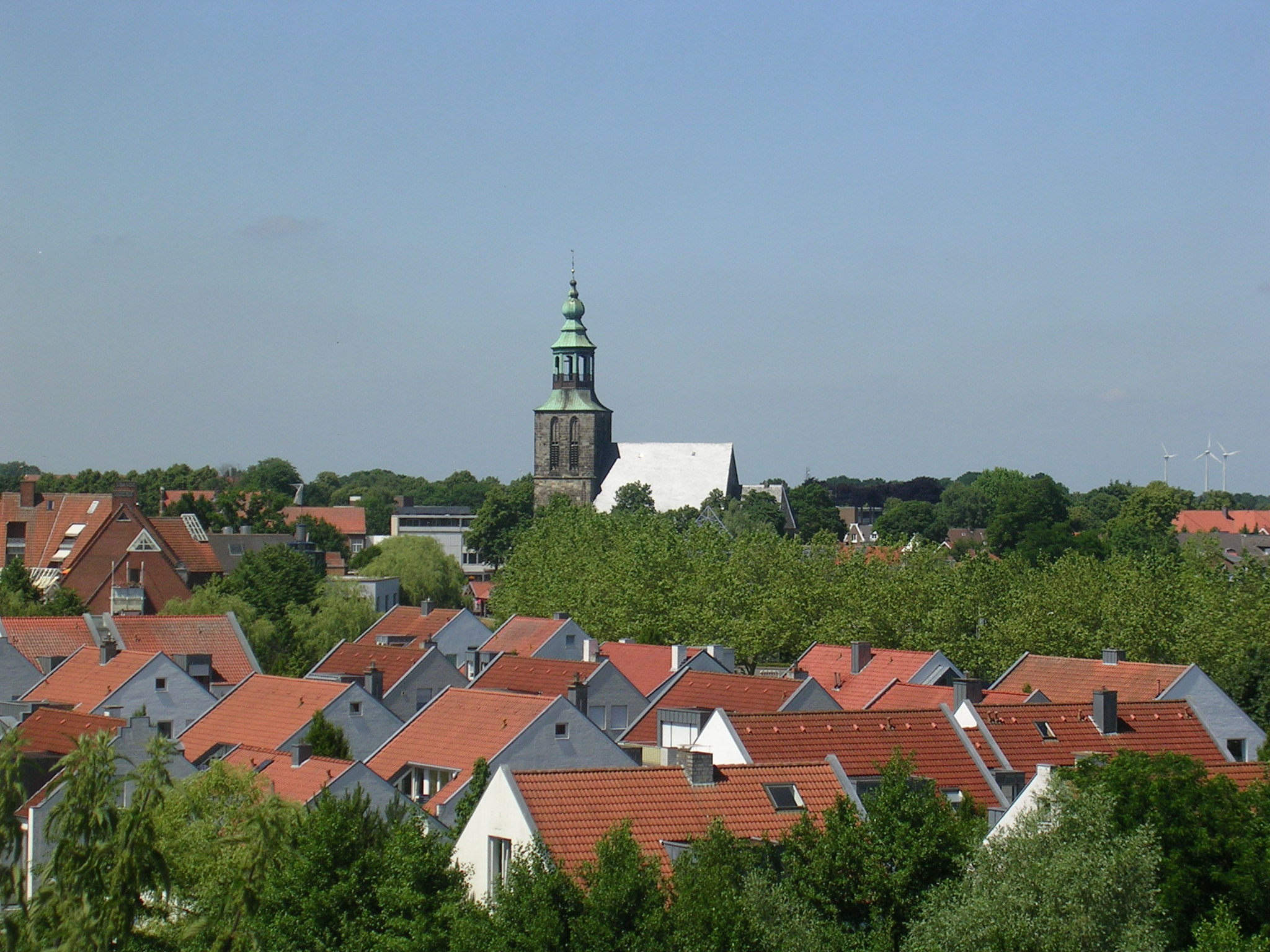
Vue du Povelberg

Pour des explications sur l'origine du nom de Nordhorn et de ses quartiers, voir Étymologie de Nordhorn.

## Géographie

### Situation géographique
La situation géographique est à 52 degrés 26 minutes de latitude nord et 7 degrés 4 minutes de longitude est, à une altitude de 23 mètres au-dessus du niveau zéro.
La ville est située dans l'extrême sud-ouest de la Basse-Saxe, à proximité de la frontière avec les Pays-Bas et le Land de Rhénanie-du-Nord-Westphalie, sur la Vechte.
La ville la plus proche du côté néerlandais est Hengelo, à environ 20 km au sud-ouest de Nordhorn. Du côté allemand, Münster, à environ 75 km au sud-est, et Osnabrück, à environ 85 km à l'est, sont les grandes villes les plus proches.
Le paysage dans et autour de Nordhorn est marqué par la Vechte, le Vechtesee que traverse la Vechte, et par les canaux Nord-Sud-Kanal, Nordhorn-Almelo-Kanal et Vechte-Ems-Kanal.

### Climat

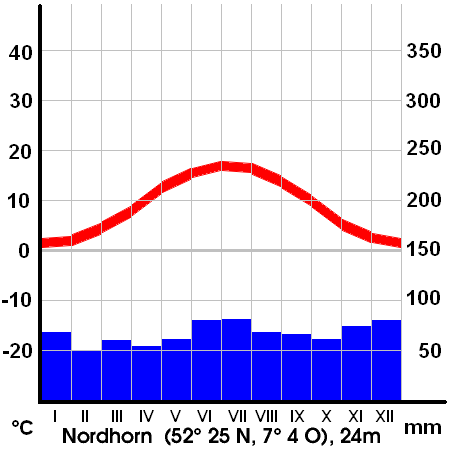
climatogramme de Nordhorn

Nordhorn se trouve dans la zone de climat tempéré d'Europe centrale. La température moyenne annuelle est de 8,5 degrés Celsius, la pression atmosphérique moyenne de 761,5 hectopascals, et la moyenne annuelle des précipitations de 700 à 800 millimètres. Le climat est subatlantique plutôt marqué par des hivers doux et des étés moyennement chauds.

### Extension de la ville
Par des rattachements, la superficie du territoire de la ville s'est accrue jusqu'à 14.959 hectares. Cela correspond à la superficie de la principauté du Liechtenstein.

### Communes voisines
Au nord de Nordhorn se trouvent la ville de Neuenhaus et la commune d'Osterwald. La commune de Wietmarschen borde Nordhorn au nord-est et à l'est. Au sud-est se trouve la commune d'Engden, au sud la commune d'Isterberg et la ville de Bad Bentheim. La limite ouest de la ville constitue en même temps une partie de la frontière avec les Pays-Bas.

### Quartiers de Nordhorn
Anciennes communes : Altendorf, Bakelde, Bimolten, Bookholt, Brandlecht, Frensdorf, Frenswegen, Hesepe, Hestrup, Hohenkörben, Klausheide
Nouveaux quartiers : Blanke, Blumensiedlung, Bussmaate, Deegfeld, Feldflur, Frensdorferhaar, Neuberlin, Oorde, Stadtflur, Streng, Wehrmaate

### Rattachements
1. 25 juin 1921 Frensdorf
2. 1er avril 1929 Frenswegen
3. 1er juillet 1929 Des parties des communes d'Altendorf*, Bakelde*, Bookkolt, Hesepe et Brandlecht
4. 1er mars 1974 Bimolten, Bookholt, Brandlecht, Hesepe, Hestrup, Hohenkörben et Klausheide

- les territoires non rattachés d'Altendorf Bakelde formaient ensemble la nouvelle commune de Clausheide (Klausheide)

## Histoire
| Appartenances historiques Comté de Bentheim 1228-1806 Grand-duché de Berg 1806-1811 Empire français (Lippe) 1811-1814 Royaume de Hanovre 1814-1866 Royaume de Prusse (Province de Hanovre) 1866-1918 République de Weimar 1918-1933 Reich allemand 1933-1945 Allemagne occupée 1945-1949 Allemagne 1949-présent |

La structure du paysage de Nordhorn a été modelée il y a des millions d'années par les changements climatiques, en particulier par les périodes glaciaires. Les plus anciens dépôts, situés à environ deux mètres de profondeur, proviennent du Carbonifère. Au tournant du Crétacé et du Tertiaire, la croûte terrestre s'est ici formée en plissements plus petits. Dans le tertiaire moyen des températures subtropicales ont régné dans la plaine de Nordhorn. Ensuite a commencé un refroidissement croissant, qui a atteint son point culminant avec les périodes glaciaires. Après la fonte des dernières glaces, des cuvettes se sont formées. Des vents violents soufflaient sur la surface sans végétation des dunes. Encore aujourd'hui, on trouve dans les Tillenberge (montagnes) proches les restes d'un tel complexe de dunes. Les résultats de fouilles sur l'âge de la pierre récent et sur l'âge du bronze qui le suit attestent qu'il y a déjà six mille ans, des hommes s'étaient établis sur les plaines de sable de Nordhorn.
Au cours de l'âge du fer, pluvieux et plus froid, la colonisation s'étend sur les hauteurs sèches des rives de la Vechte. Dans presque toutes les forêts de frênes, l'archéologue tombe sur les traces des établissements de l'âge du fer, bases pour les futures paysanneries de Frensdorf, Bookholt, Altendorf, Hesepe et Bakelde.
De 12 av. J.-C. à 10 apr. J.-C., les tribuns militaires romains Drusus, Tibère, Germanicus et Varus ont entrepris au total treize campagnes dans la Germanie encore libre à cette époque. De leur camp de Xanten ces troupes romaines auraient souvent fait des incursions dans les pays des Chamaves et des Tubantes, les habitants de l'aire d'établissement de Nordhorn. Les Romains utilisaient probablement les rives préhistoriques de la Vechte et les « passerelles » de sable le long des marais comme voies militaires. Cette liaison terrestre d'Ouest en Est devait devenir une route commerciale importante, qui reliait des villes comme Bruxelles, Amsterdam, Brême et Hambourg.
Vers la fin du IVe siècle, avec le début de la migration des peuples, les Saxons venus du nord ont pénétré vers l'ouest. Ils ont refoulé les Tubantes plus à l'ouest dans la Twente. Après la conquête de la Saxe par Charlemagne est née la première ligne de démarcation entre Francs et Saxons, comme frontière intérieure. Elle a survécu largement aux vicissitudes de l'histoire et demeure encore à ce jour la frontière avec les Pays-Bas.
En l'an 687 l'évêque Wilfrid d'York envoya outre-Manche des missionnaires pour la christianisation de l'ancien pays tubante. Willibrord fonda le diocèse d'Utrecht et Werenfrid diffusa le christianisme dans la vallée de la Vechte. Vers l'an 800 l'agglomération de Nordhorn fut rattachée à l'évêché de Münster. L'évêque Liudger édifia une église de bois sur un éperon rocheux dans la Vechteaue. Vers l'an 900 le nom de l'agglomération (épelé "Northhornon") est pour la première fois mentionné sur le livre de comptes du monastère de Werden sur la Ruhr.
En l'an 1180 les comtes de Bentheim acquirent le Gogericht (de) {droit de rendre la justice] pour Nordhorn. Ils édifièrent un château sur une île au milieu de la Vechte. Jusqu'à 1912 subsistaient des restes de ce château. Aujourd'hui se trouve à son emplacement l'église catholique Saint-Augustin. Grâce à la Mühlendamm [digue des moulins] posée par l'homme et à deux moulins, on réussit à réguler le niveau la Vechte et à coloniser l'île. On a - probablement sous l'influence de Wasserbauer néerlandais - aménagé d'autres canaux, dénommés Binnenvechten, qui subdivisaient l'île probablement en six îles plus petites. Avec la construction de deux "Torbrücke" ("ponts-barbacanes") et sous la protection du Wasserburg on pouvait la défendre contre les agresseurs plus facilement que l'ancienne colonie autour de l'église du marché. L'actuelle grand-rue devrait déjà alors passer sur la Vechteinsel, qui s'était à présent développée en place commerciale attrayante. Les négociants et armateurs s'établirent là - une place du marché apparut. Le nom de Nordhorn fut désormais utilisé pour la nouvelle agglomération à l'entrée de la ville, tandis que l'ancienne colonie autour de l'église du marché fut appelée "Alte Dorf" ("Vieux village") et garde aujourd'hui le nom d'Altendorf.
Nordhorn avait acquis une position-clé sur la route de Flandre, au croisement de l'actuelle route fédérale 213 et de la route fédérale 403. Des marchandises et des biens en provenance de Scandinavie et des villes de la ligue hanséatique étaient acheminées par Nordhorn vers les places commerciales de l'Ouest, jusqu'à Paris.
La Vechte était déjà navigable à partir de Schüttorf. C'est au commerce entre ces deux villages et au fait que les bateliers utilisaient une corne de brume pour s'avertir mutuellement, que Nordhorn ("Corne du Nord") doit peut-être son nom. Heinrich Specht en revanche, dans sa Chronique de la ville de 1941, voit comme plus probable que le nom de Nordhorn dérive de l'éperon de terre d'abord colonisé, qui, du Nord, s'enfonçait comme une corne dans la vallée de la Vechte. Depuis les années 1970 est érigé, près de l'ancien port de la Tuter, un monument de bronze qui commémore les débuts de la navigation intérieure.
La Vechte est longue d'environ 167 km et avait au Moyen Âge un accès direct à la mer : elle passait près de Zwolle (dans le Zuiderzee), qui à l'époque n'était pas encore séparé de la mer du Nord, et a constitué de longs siècles le centre du commerce maritime néerlandais. Après la conquête des terres sur la mer lors des temps modernes, elle se jette aujourd'hui au nord de Zwolle dans la Zwarte Water, un affluent de l'IJsselmeer créé à partir du Zuiderzee après la construction de la digue de clôture.
Dès 1160 les premiers grès de Bentheim ont été acheminés par bateau vers les Pays-Bas. En une année, jusqu'à mille deux cents grues de fret, bacs et barges jetaient l'ancre ici et apportaient leurs marchandises aux Pays-Bas. La Steinmaate devint un entrepôt de stockage. La rue du même nom rappelle encore aujourd'hui que le grès de Bentheim était exporté d'ici vers de nombreux pays. Ainsi par exemple des édifices comme le Palais royal à Amsterdam, mais aussi de nombreux moulins, églises, écluses, mairies et autres bâtiments publics furent construits avec le célèbre grès de Bentheim. Les bateaux ramenaient au retour des épices, des textiles, du papier, ainsi que des produits alimentaires et de dégustation comme le café, le thé, le cacao et le tabac. Le commerce, l'artisanat et l'agriculture furent jusqu'au milieu du XIXe siècle les principales bases de l'économie dans la région. La navigation sur la Vechte, le canal Vechte-Ems, le canal Nordhorn-Almelo, le canal Sud-Nord et le canal Coevorden-Picardie formaient à cette époque avec le transit d'importantes activités productives. La ville était dans ces siècles-là le rendez-vous de riches négociants, d'armateurs et de bateliers.
En 1379, le neuvième jour après la Pentecôte, le comte Bernard Ier octroya à Bentheim les droits d'une ville et lui accorda en 1416 le privilège (pour le grès ?). La colonie villageoise sise entre les bras de la Vechte était devenue importante pour les comtes de Bentheim comme plaque tournante commerciale. Avec l'essor économique, la vie culturelle a également atteint un sommet ces années-là. Des chanoines réguliers augustins fondèrent en 1394 le monastère de Marienwolde à Frenswegen. Grâce à des fondations et des dons, ce monastère fut connu au-delà des frontières comme le « paradis de la Westphalie ». Après la sécularisation par Napoléon en 1806, le comte de Bentheim entra en possession des installations et des terres monastiques. Le peuplement sur des millénaires et les 625 années précédentes d'histoire de la ville n'ont laissé subsister que peu de témoins architecturaux des temps anciens à côté du monastère de Marienwolde.
À l'instar des églises de style roman tardif dans la Westphalie voisine, des églises des furent construites au XIIIe siècle en grès de Bentheim. Les fonts baptismaux de Brandlechter est la seule œuvre d'art conservée de cette période. Témoin du XVe siècle : la vieille église sur le marché. Elle a été construite sous l'influence néerlandaise dans le style gothique tardif, et consacrée en l'honneur de saint Liudger, le fondateur de la première église de Nordhorn. Trois générations ont vraisemblablement travaillé à cette impressionnante église-halle à trois nefs. Le clocher avait à l'origine 102 mètres de haut et était placé, comme tour de garde et tour d'incendie, sous la responsabilité du Conseil de la ville. Lors d'une grave tempête la flèche du clocher s'effondra sur la place du marché sise devant l'édifice. La nouvelle flèche était nettement moins haute (environ 70 mètres) et perméable au vent. Lors d'une restauration de l'intérieur de l'église, des peintures murales gothiques ont été dégagées en 1967 dans le secteur du chœur: les « images d'apôtres de Nordhorn ». Elles montrent les douze apôtres et diverses scènes bibliques. Les peintures ont été alors conservées parce qu'on n'est pas parvenu à se mettre d'accord sur ce qu'on devait en faire (d'après le règlement des églises calvinistes de la confession réformée introduite en 1588 à Bentheim par le comte Arnold II, on doit renoncer aux images et à la décoration dans les lieux de culte). Puis, lors d'une rénovation à la fin des années 1990, on a redécouvert ces images, et le consistoire a décidé de les recouvrir de papier de riz, car elles semblaient trop précieuses pour les badigeonner purement et simplement de peinture.
Déjà fortement décimée par des guerres et des épidémies, la ville a dû, aux XVIIe et XVIIIe siècles, endurer plusieurs occupations et passages de troupes. Pendant la guerre de Quatre-Vingts Ans des Néerlandais contre les Espagnols pour leur liberté, Nordhorn fut un point de passage pour les troupes espagnoles, puisque le comté voisin de Lingen faisait partie de leur territoire. Le prince de Parme a dû temporairement camper autour de Nordhorn avec 6 000 soldats.
Pendant la guerre de Trente Ans la Suède, la Hesse-Cassel, des troupes de Lunebourg et des troupes impériales ont traversé Nordhorn par l'ancienne route militaire et commerciale de Flandre : tous voulaient se nourrir des maigres récoltes. Il resta pourtant tout juste le temps à la ville pillée de se relever des dommages de la guerre. Mais déjà, quelques années plus tard, l'évêque belliqueux Christoph Bernhard, comte von Galen, de Münster, menait contre les Pays-Bas dans la plaine de Nordhorn une guerre qui s'acheva en 1666 avec par la « paix de Nordhorn ».
À l'époque de Napoléon, Nordhorn se remit à bourdonner d'activité industrieuse. Au cours de ces années la zone de commerce se développa sur la Vechte ; deux ports ont marqué l'image de la ville. Le Blocus Continental de Napoléon, dirigé contre le commerce anglais, fit de Nordhorn, à partir de 1806, un haut-lieu de la contrebande. Les vastes étendues de landes et de marécages ont favorisé ce commerce lucratif.
Par suite de la réorganisation du paysage politique de l'Europe lors du Congrès de Vienne (1814-1815), le commerce de transit, jusque-là florissant à Nordhorn, subit un nouveau coup d'arrêt. La frontière d'État devint une frontière douanière, ce qui retira à Nordhorn les bases de son commerce vers l'ouest. Dans les années qui suivirent, la ville s'appauvrit. Comme la Vechte s'ensablait, et ne pouvait être aménagée de façon plus moderne, le transport fluvial tomba également au point mort. Les citadins se firent agriculteurs, les commerçants et les transporteurs quittèrent Nordhorn. Seul l'atelier de tissage local offrait encore des possibilités de revenus ; des familles entières émigrèrent en Amérique.
L'année 1839 est considérée comme l'année de fondation de l'industrie textile de Nordhorn. Le premier atelier de tissage mécanique rapide a été être construit sur la Handelsstraße par Willem Stroink d'Enschede. On y transformait le coton, on y tissait le calicot et le watertwist. Jan van Delden en 1864, puis Josef Povel et Hermann Kistemaker en 1851 fondèrent d'autres entreprises. La production textile fut un stimulant pour l'économie souffrante. Le progrès fit son entrée avec l'industrialisation croissante. La première pierre était posée pour le développement de l'une des plus grandes villes textiles allemandes.
Le maire de la ville était, de 1843 à 1872, le pharmacien et industriel chimiste Ernst Firnhaber, dont la maison se tenait dans la grand-rue, au cœur de la vie sociale de l'époque. Avec ses proportions classiques, elle est le dernier exemple architectural d'une majestueuse maison bourgeoise du XVIIIe siècle. Derrière sa pharmacie, il dirigeait la première fabrique de quinine d'Allemagne. En 1843, 32 403 livres d'écorce de quinquina ont été traitées et exportés. Les fabricants Ludwig Povel, Bernhard Rawe, Bernhard Niehues et Friedrich Dütting fondèrent de 1872 à 1897 d'autres entreprises textiles, qui, jusqu'en ce début du XXIe siècle approvisionnent encore en partie le marché intérieur et international.
Dans les années 1890 Nordhorn fut inclus dans un réseau de voies d'eau artificielles. Sur l'Ems, le canal Dortmund-Ems et le canal Vechte-Ems, on transportait le charbon de la Ruhr, vers le centre textile en pleine expansion. Avec le canal Nordhorn-Almelo on s'occupa du raccordement au réseau de voies d'eau néerlandais, et avec la construction du canal nord-sud le commerce de la tourbe fut stimulé. Même si aujourd'hui tous ces canaux n'ont plus d'importance pour la navigation utilitaire, leur valeur pour les loisirs est cependant très appréciable.
La voie ferrée de Bentheim a raccordé en 1895 les chemins de fer au réseau international. Dans les différentes entreprises textiles ces années-là environ mille cinq cents personnes ont trouvé un emploi. Au XXe siècle, la crise économique mondiale des années 1920 a amené de nombreux demandeurs d'emploi de toutes les régions du Reich à s'acheminer vers Nordhorn. Jusqu'en 1939, le nombre d'habitants de Nordhorn a crû jusqu'à 23 457 ; il est d'ailleurs frappant de constater qu'à peine un tiers des habitants est né à Nordhorn. L'essor économique inouï a valu ces années-là à Nordhorn le surnom de « petite Amérique ».
Le Troisième Reich a lui aussi laissé ses traces à Nordhorn. La petite communauté juive a été broyée. La synagogue a été entièrement détruite, une plaque commémorative dans la rue de la Synagogue le rappelle. L'ancienne route commerciale de Flandre été utilisée comme route militaire par les troupes allemandes, qui ont le 10 mai 1940 envahi les Pays-Bas. Une partie de la population a vécu cette époque, avec des sentiments très mitigés - on était malgré tout liés par-delà la frontière avec les voisins hollandais par des liens de parenté et d'amitié. Sur ces liens ont pu s'édifier en particulier l'aide aux persécutés et les mouvements de résistance. Adolf Pazdera et Ferdinand Kobitzki, du KPD de Nordhorn - fonctionnaires et secrétaires syndicaux - ont été poursuivis à plusieurs reprises, puis assassinés dans des camps de concentration respectivement en 1943 et 1944.
Après la fin de la guerre sont arrivées à Nordhorn, venant des ex-territoires allemands de l'Est, près de dix mille personnes, qui ont trouvé là une nouvelle patrie. La ville a bientôt compté plus de 40 000 habitants. Un nouveau quartier d'environ 13 000 habitants, la Blanke, s'est construit.
Des sociétés de construction de logement d'utilité publique et des initiatives privées ont fait de Nordhorn la ville de la maison individuelle. Les énormes prestations de la construction exigeaient aussi une extension et une modernisation de l'administration communale - Nordhorn a construit un nouvel hôtel de ville, les bâtiments de l'administration du Kreis, de l'Agence pour l'emploi et du Tribunal civil sur le périphérique. Le nouveau tribunal se tient à présent dans la Seilerbahn.
La première piscine couverte d'Allemagne du nord-ouest construite après 1 945 a pu être inaugurée, la construction de nouvelles écoles, de gymnases et terrains de sport, de la Salle de concert et de théâtre, et du parc de la Ville ont conduit à la relance de l'aménagement urbain.

## Religions
On ignore quand la première église a été construite à Nordhorn. La tradition veut toutefois qu'elle se soit tenue au Gildkamp et ait reçu son nom de saint Liudger (Ludger). Liudger a été l'un des premiers missionnaires de cette région ; en 804, il devint le premier évêque de Münster. Il mourut en 809 à Billerbeck.
Au nord-ouest du territoire de la ville, à Frenswegen, le monastère de chanoines réguliers St-Marienwolde a été fondé en 1394 par des moines augustins. Son église consacrée en 1 445 a été détruite en 1881 par la foudre. Le monastère était d'une grande importance pour le comté de Bentheim et largement au-delà. Peu à peu les bâtiments du monastère se sont élevés, puis, au début du XVe siècle, la première église.
À Nordhorn fut en même temps construite une plus grande église. Le 6 juillet 1445 les deux églises furent consacrées par l'évêque de Münster. Le saint patron de l'église à Nordhorn était de nouveau saint Liudger. L'église à triple nef du marché (gothique tardif) a été construite en grès de Bentheim, et domine depuis cette époque, avec sa tour de 71 mètres, le panorama de la ville.
Après la Réforme (1517) le comte Arnold Ier, et avec lui la presque totalité du comté, adopta en 1544 la confession luthérienne, l'église Saint-Liudger du marché fut désormais un temple luthérien. En 1588 le comté de Bentheim dirigé par le comte Arnold II contrevint à la confession réformée. Ce dernier avait été, pendant des études à Strasbourg, en contact avec la doctrine de Jean Calvin. Par son mariage avec la comtesse Magdalena de Neuenahr apparut un nouveau lien au calvinisme, car son épouse se déclara elle aussi pour la confession réformée. Depuis, l'église du marché est un lieu de culte réformé. Les rares catholiques restés à Nordhorn durent tout d'abord assister à la messe dans le monastère de Frenswegen.

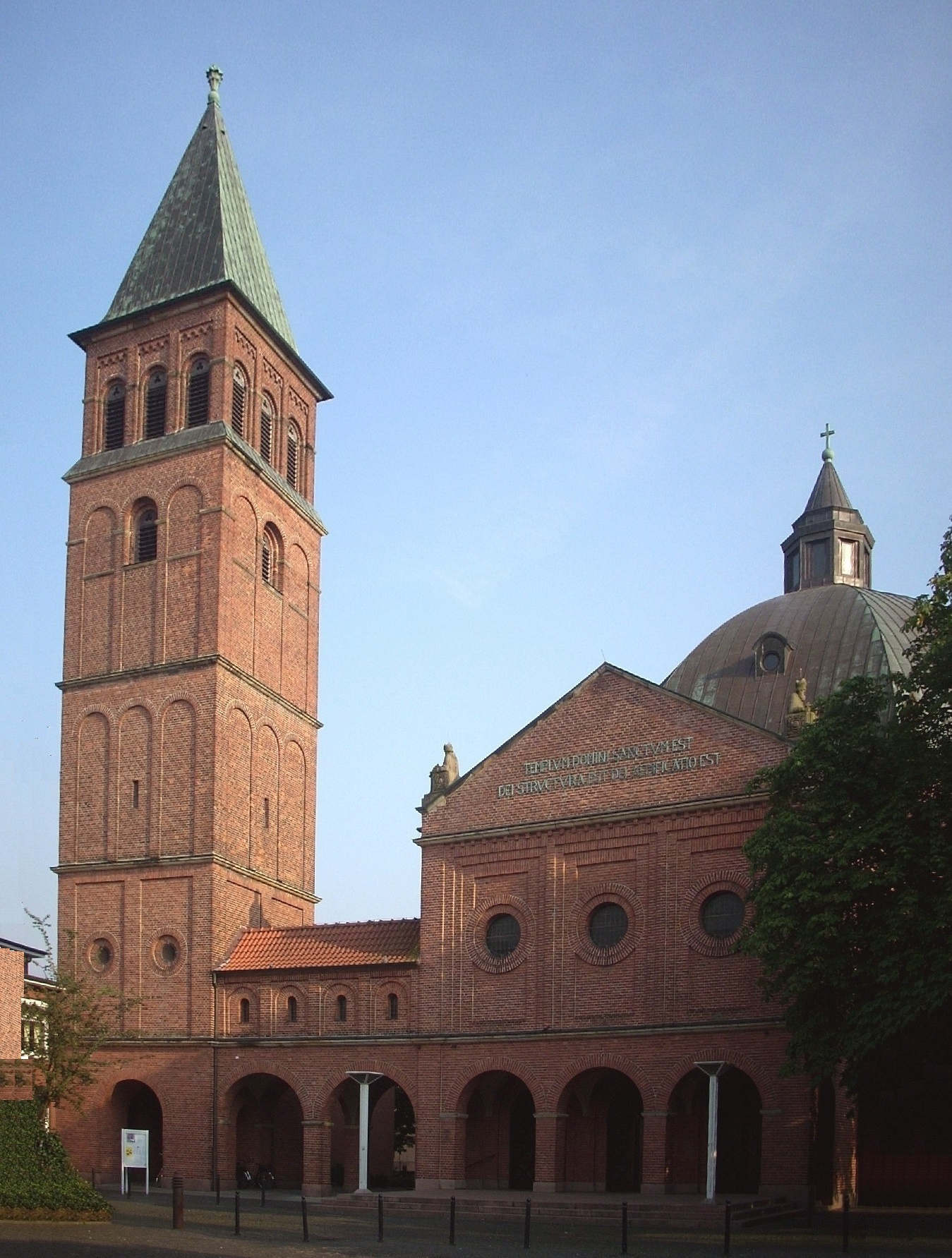
Église catholique Saint-Augustin

En 1578 les chanoines réguliers augustins achetèrent, à Nordhorn, le château sur la Vechteinsel. Dans ce manoir, ils édifièrent entre autres une chapelle. Les catholiques retrouvaient à présent eux aussi un lieu, même petit, pour célébrer la messe. En 1712 une petite église fut construite à côté du château. Les chanoines augustins élurent pour premier patron de cette église - à côté de saint Liudger - le patron de leur Ordre, saint Augustin.
À l'époque de la sécularisation par le Recès de la Diète d’Empire le monastère de Frenswegen fut conservé en 1809. 1824 fut une année significative pour la communauté de Saint-Augustin : le comté, qui avait durant des siècles fait partie des évêchés d'Utrecht et de Münster, fut rattaché au diocèse d'Osnabrück, qui éleva la communauté des augustins au rang de paroisse. Le premier curé fut le chanoine augustins Johann B. Cordes, qui était depuis 1810 responsable de la communauté.
En 1826, le château fut transformé en église. À la fin du XIXe siècle, la communauté s'est développée très rapidement. C'est pourquoi l'on a projeté la construction d'une nouvelle grande église sur la place du château sur la Vechte. Le château a été démoli. L'architecte Keith, de Hambourg, a trouvé pour la nouvelle église des modèles en Italie, par exemple le Panthéon de Rome ou l'église San Giorgio à Venise. Le plan de l'église est octogonal. L'ouvrage a été réalisé entre 1911 et 1913, et la consécration de l'église célébrée. En même temps que l'église le clocher a été construite. Pour ne pas gâcher l'effet de la coupole, il en est un peu éloigné. Une arcade à deux étages relie le clocher à l'église. Il fait 45 mètres de haut et abrite quatre cloches. La coupole de l'église - une particularité d'Allemagne du Nord - marque la silhouette de Nordhorn. Au-dessus de la coupole massive de fer et de béton, s'enroule une coupole extérieure de bois recouverte de cuivre, couronnée d'une lanterne. La hauteur totale est de 35 mètres. Après la deuxième guerre mondiale on a fondé à Klausheide une église secondaire, dont le patron est de nouveau saint Liudger (Sanctus Ludgerus).

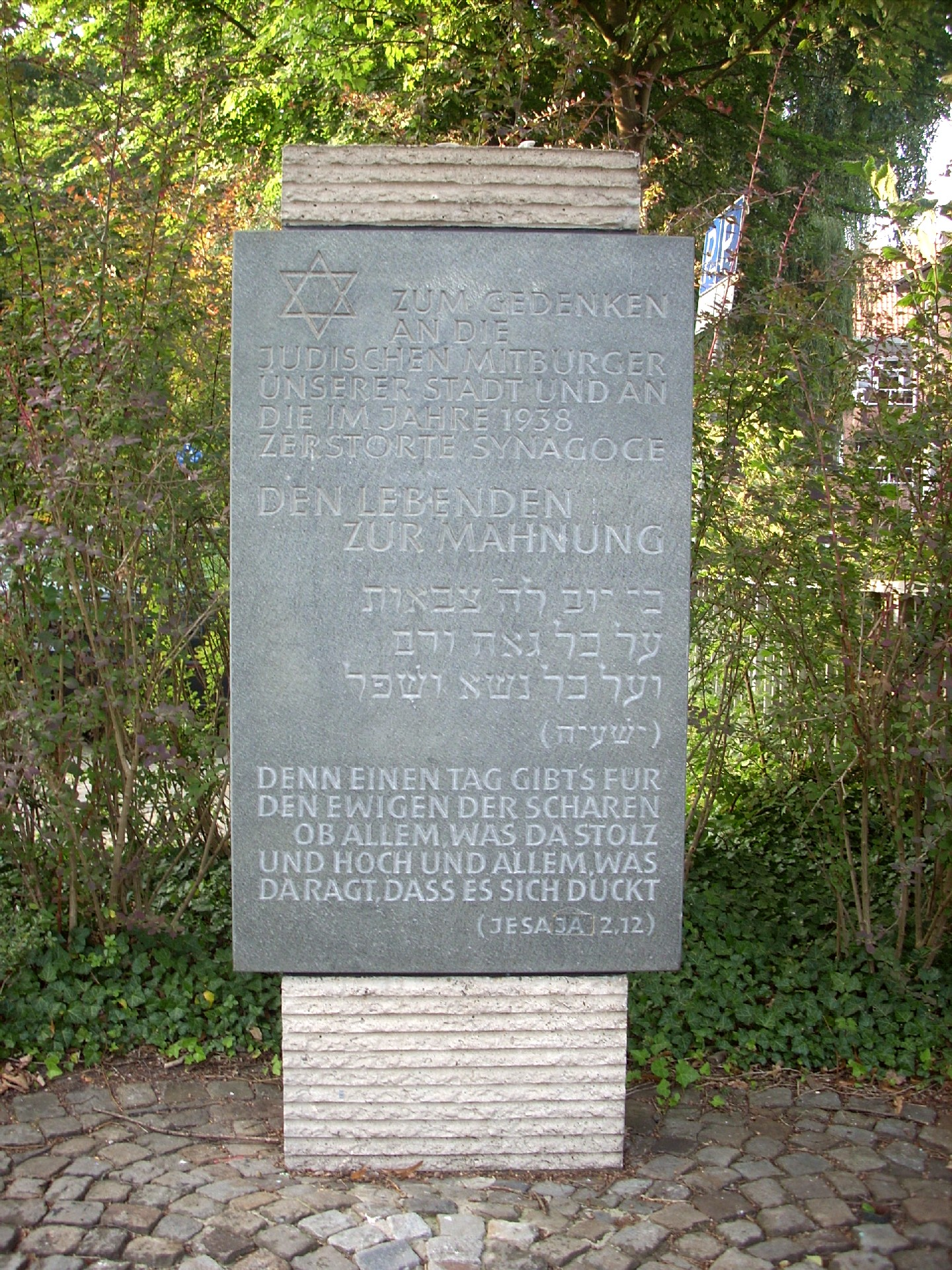
Mémorial de la synagogue

Les chrétiens luthériens de Nordhorn ont dépendu d'abord de Lingen, puis de Bentheim. Après la création d'une paroisse proprement luthérienne, on a construit en 1929-1930 l'église de la Croix. Aujourd'hui, on compte environ 20 % des habitants de Nordhorn pour la confession luthérienne, et il y a quatre églises luthériennes dans le secteur de la ville (l'église de la Croix, l'église du Christ, l'église Martin-Luther, et l'église Michaelis).
Il y a en tout à Nordhorn douze temples, dont sept n'ont été créés qu'après la Seconde Guerre mondiale.
La synagogue de Nordhorn a été détruite lors de la nuit de Cristal en 1938. Les habitants juifs ont émigré ou ont été déportés et assassinés. Un mémorial le rappelle aujourd'hui.

## Population
Nordhorn compte 53 674 habitants (état au 31 décembre 2007) sur une superficie de 149,64 kilomètres carrés, la densité de la population de la ville est donc de 359 habitants par kilomètre carré.
28,14 % des habitants de Nordhorn sont chrétiens réformés évangéliques, 21,05 % sont luthériens, 29,19 % catholiques, et 21,64 % sont membres d'une autre communauté religieuse ou sans confession.

### Croissance de la population
(respectivement au 31 décembre)
| Année | Habitants |
| ----- | --------- |
| 1815  | 980       |
| 1851  | 1 356     |
| 1864  | 1 500     |
| 1895  | 2 041     |
| 1900  | 3 000     |
| 1929  | 18 000    |
| 1933  | 20 000    |
| 1961  | 39 449    |
| 1980  | 48 500    |
| 1990  | 49 000    |
| 1996  | 49 000    |

| Année | Habitants |
| ----- | --------- |
| 1997  | 51 500    |
| 1998  | 51 809    |
| 2000  | 51 855    |
| 2001  | 51 974    |
| 2002  | 52 479    |
| 2003  | 52 479    |
| 2004  | 53 105    |
| 2005  | 53 093    |
| 2006  | 53 156    |
| 2007  | 53 674    |

## Politique

### Conseil municipal
En vertu des élections municipales du 10 septembre 2006 les 43 sièges au Conseil de la ville de Nordhorn se répartissent comme suit:
| Parti                     | Sièges    | Gains/Pertes par rapport à 2001 |
| ------------------------- | --------- | ------------------------------- |
| SPD                       | 17 sièges | -2 sièges                       |
| CDU                       | 16 sièges | -2 sièges                       |
| Initiative Pro Grafschaft | 3 sièges  | +3 sièges                       |
| GRÜNE                     | 2 sièges  | inchangé                        |
| FDP                       | 2 sièges  | inchangé                        |
| DKP                       | 2 sièges  | +1 siège                        |

En outre, la maire (Meinhard Hüsemann, SPD) est membre, avec droit de vote, du conseil municipal.

### Jumelage de villes
- Coevorden (Pays-Bas) depuis 1963

- Montivilliers (France) depuis 1963

- Reichenbach (Vogtland) (Allemagne) depuis 1987

- Malbork (Pologne) depuis 1991

- Rieti (Italie) depuis 2010

## Culture et attractions touristiques

### Salle de concert et de théâtre
La salle de concert et de théâtre sert avant tout aux représentations de pièces de théâtre, comédies musicales et concerts, classiques et modernes. Le bâtiment, rénové en 2002, offre 470 places; il faut mentionner la conception, par l'artiste Ernst Caramelle, du mur du foyer.

### Ancien atelier de tissage
L'ancien atelier de tissage est le bâtiment de tissage de l'ancienne usine textile Povel, construit en 1949 / 50. Après le coûteux assainissement du sol sur l'emplacement de l'usine, précédé d'une démolition de la plupart des bâtiments, l'ancien atelier de tissage a été développé en un centre culturel et touristique, inauguré en 1999.
Outre les manifestations temporaires, y est exposé sur une superficie d'environ 400 m², sur la base de des machines en état de fonctionner, le processus complet de production d'une usine textile.
Dans le bâtiment de l'ancien atelier de tissage se trouvent en outre la brasserie du comté, un bistro musical avec de la musique "live", et la Ems-Vechte-Welle, radio régionale pour le comté de Bentheim et le pays d'Ems.

### Musée de la ville Povelturm
À environ 300 m de l'ancien atelier de tissage se trouve le musée de la ville Povelturm, une ancienne cage d'escalier de la filature - construite en 1906 - de l'usine textile Povel. Là se tient, en plus des manifestations spéciales, l'exposition permanente La Ville de Nordhorn et l'histoire du textile au XXe siècle. L'exposition traite en particulier du design de la mode et de la publicité dans les produits textiles de Nordhorn. Sous le toit en verre de la tour, haut de 26 m, se trouve un café.

### Musée de la navigation
Dans la Lingener Straße se trouve le Musée de la navigation, qui expose des objets datant de l'époque de la navigation en péniche à Nordhorn.

### Galerie de la ville
Les débuts de la Galerie de la ville remontent à l'année 1961, quand on organisait bénévolement des expositions dans la salle de théâtre et de concert. Depuis 1999, la Galerie de la ville se situe dans deux pavillons, dans l'ancien atelier de tissage. Ils ont été conçus par l'artiste irlandais Craig Stephen et font environ 460 m². Y trouvent place principalement des expositions d'art contemporain ; l'école d'art est intégrée au programme des expositions, qu'elle accompagne : c'est un établissement d'enseignement de la pédagogie de l'art, qui développe des propositions pour les enfants, les adolescents et les enseignants.

### kunstwegen
Le projet de sculptures kunstwegen (de) s'étend sur une distance d'environ 140 km entre Nordhorn et Zwolle aux Pays-Bas, le long de la Vechte. Tout d'abord ont pris naissance, dans et autour de Nordhorn, sur une durée d'à peine 30 ans, plus de 30 sculptures. À l'initiative de la Galerie de la ville de Nordhorn, un projet similaire aux Pays-Bas a été rattaché depuis 1998 à ce "chemin de sculptures". Depuis l'an 2000, plus de 60 sculptures constituent désormais, sous le nom de kunstwegen, l'un des plus grands musées ouverts d'Europe ; 15 artistes internationaux se sont d'abord confrontés intensivement avec l'histoire et le paysage locaux, puis ont créé de nouvelles œuvres pour combler les lacunes.

### Centre pour jeunes de Nordhorn
Le Centre pour jeunes de Nordhorn existe depuis le début des années 1970. Il est le premier et donc le plus ancien centre pour jeunes d'Allemagne. Auparavant, ce centre était une ferme. D'abord on a utilisé seulement l'aire de battage, puis dans les années 1980 s'est ajoutée la grange. Dans les années 1980, la grange était le QG du mouvement punk à Nordhorn. Des concerts y ont eu et y ont encore lieu. Ainsi Cochise, Geier Sturzflug, Helge Schneider, Die Firma, Killerpilze, Wir sind Helden et In Extremo y ont déjà joué. Début 2007 le revêtement du toit de la grange a été détruit par une tempête. Avec l'aide de bénévoles le Centre pour jeunes a depuis l'été 2007 retrouvé une nouvelle jeunesse.

### Parc animalier de Nordhorn
Au cours de l'année 1949 a été créé dans le Heseper Weg, à proximité de la Vechte, un parc animalier privé. En 1955 un conseil d'administration du jardin zoologique de Nordhorn en a tout d'abord assumé la responsabilité, à partir de 1962 les affaires ont été gérées par une association enregistrée. En 1994 enfin, la SARL du parc animalier de Nordhorn a été fondée avec la ville et le Landkreis pour partenaires. Le parc animalier a été admis dans l'Association européenne des zoos, dans l'Association des Directeurs de Zoos allemands et également en 2007 dans l'Association mondiale des zoos.
Sur une étendue de dix ha sont aujourd'hui montrés environ 1 000 animaux de 90 espèces différentes. Le zoo s'est spécialement consacré à la conservation et à l'entretien des espèces domestiques régionales menacées, et à la protection de la nature régionale. Le parc compte quelque 300 000 visiteurs par an, dont plus de la moitié proviennent des Pays-Bas voisins.

### Édifices
Nordhorn a été en grande partie épargnée par les ravages de la guerre. Dans la physionomie de la ville domine de ce fait la construction traditionnelle, en briques, d'Allemagne du nord, telle qu'on peut la rencontrer chez le voisin hollandais. Même dans les constructions modernes, la façade de briques manque rarement. Le nouveau bâtiment administratif du district du comté de Bentheim mêle, par exemple, les matériaux de construction locaux (brique et grès) au verre, au béton et au cuivre.

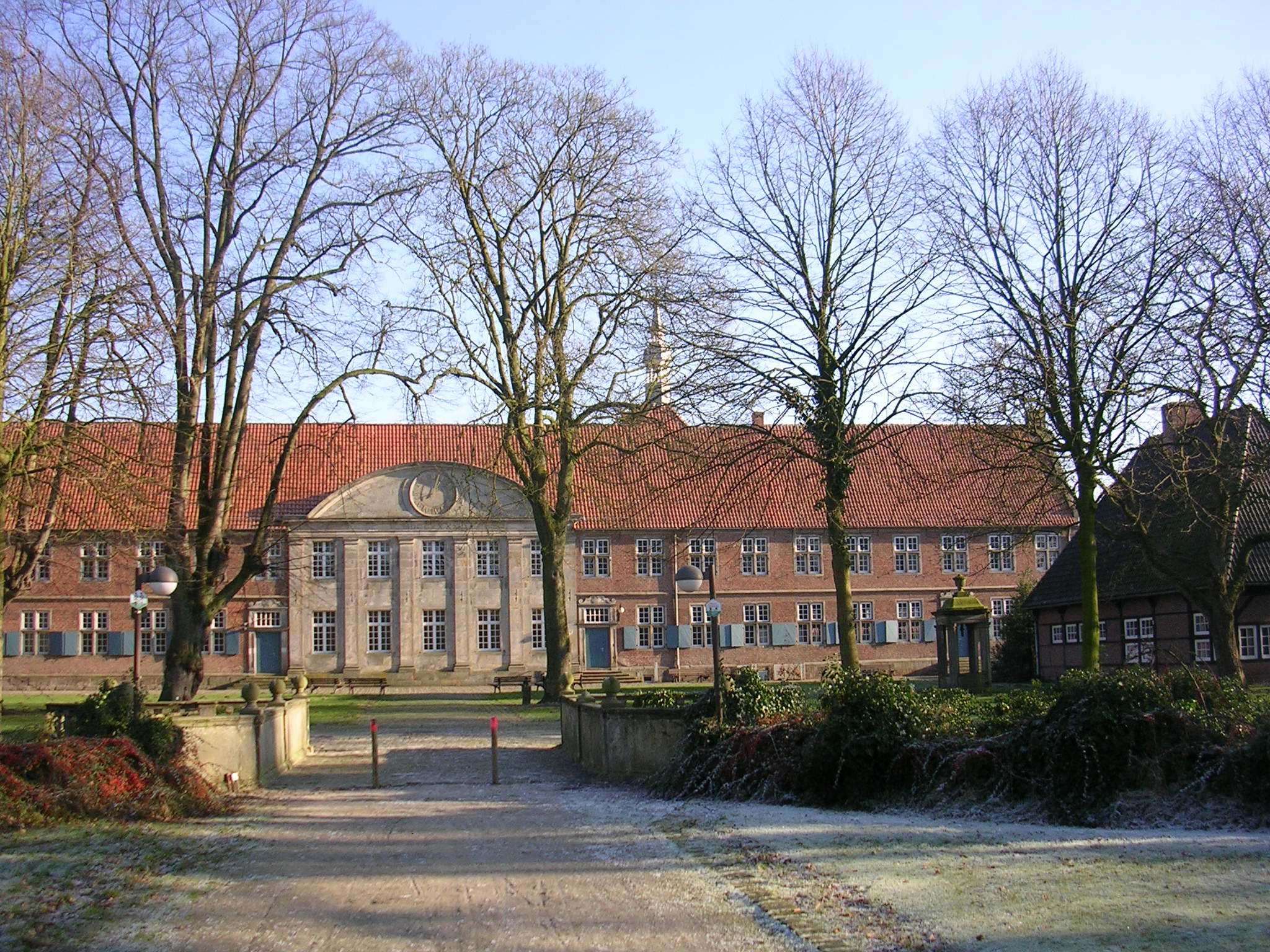
Vue principale du monastère de Frenswegen.

Un exemple d'architecture traditionnelle restaurée est le monastère de Frenswegen au nord-ouest de la ville, qui remonte au XIVe siècle. En 1881, l'église consacrée en 1445 a été détruite par la foudre. Les bâtiments sont cependant restés en grande partie debout, de même que le cloître carré à deux étages, l'édicule de la fontaine, le pont sur les douves, et les anciennes caves voûtées.
En 1996 on a inauguré, sur l'emplacement de l'ancienne église, une nouvelle chapelle faite de verre, d'acier et de béton. Sur la façade extérieure de l'aile Est se trouve une Madone à l'enfant (Vierge à l'Enfant) travaillée dans du grès de Bentheim. Après une rénovation d'environ quatre ans, l'ancien monastère abrite depuis 1978 un lieu de formation et de rencontre œcuménique, dont le point de départ et le socle sont l'extraordinaire diversité de confession à Nordhorn et dans ses environs.
Des traces d'architecture gothique marquent l'église protestante, dans le vieux village de Brandlecht. Il faut mentionner, comme exemple d'art sculptural roman, les fonts baptismaux de cette église, qui en tant que plus ancienne œuvre d'art - en grès de Bentheim - sur le territoire de Nordhorn, gardent encore aujourd'hui leur signification originelle.

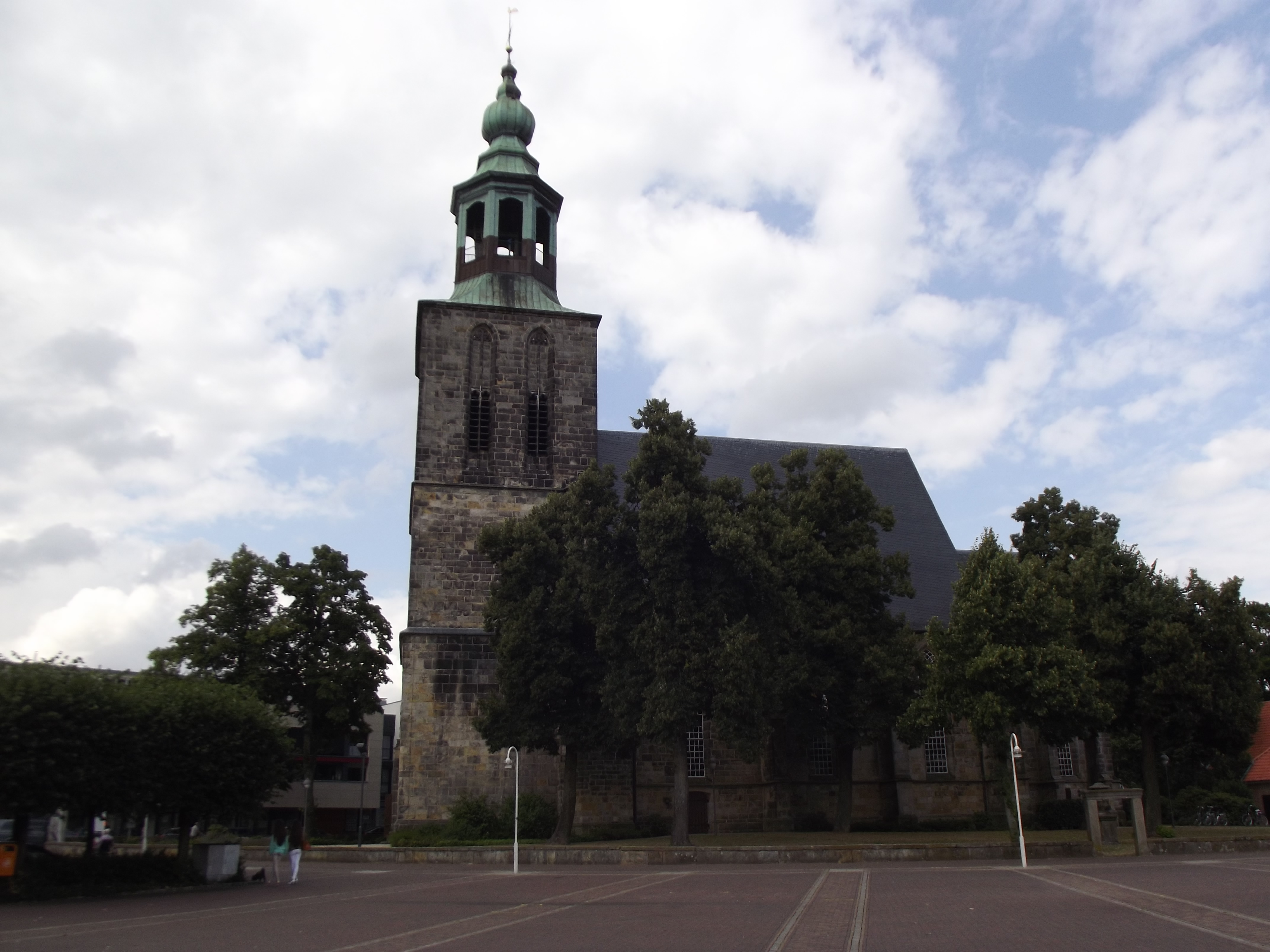
L'église évangélique près du marché.

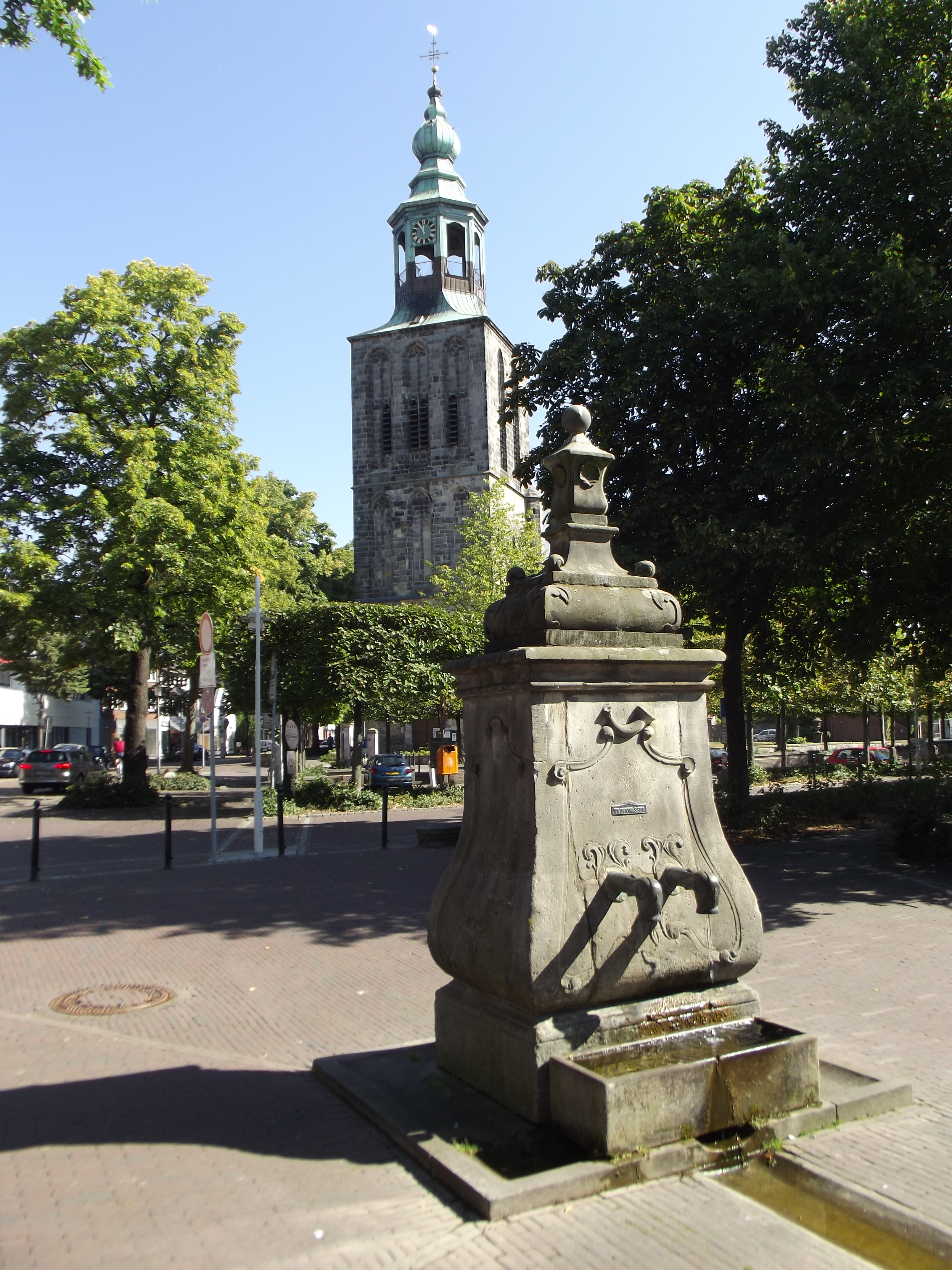
Ancienne fontaine dans la cité.

Deux ouvrages essentiels caractérisent pour l'essentiel la silhouette de Nordhorn : la vieille église construite au XVe siècle en grès de Bentheim sur le marché, et l'église Saint-Augustin bâtie en 1913 sur le site de l'ancien château. Toutes deux comptent parmi les reliefs particuliers de l'urbanisme. Le centre-ville, île entourée par la Vechte aujourd'hui comme jadis, est depuis le milieu des années 1980 développé en zone piétonne.
Le plus ancien bâtiment dans la rue principale est le domicile - et l'établissement commercial - de l'ancien maire et fabricant de produits chimiques Firnhaber. Le bâtiment avec sa façade classique à deux étages, son fronton triangulaire avec un toit en croupe, et une fenêtre en plein cintre avec une « guirlande torsadée », abrite encore aujourd'hui la première pharmacie de Nordhorn.
À Nordhorn se dressent, dans de grands jardins semblables à des parcs, avec une plantation de vieux arbres, des maisons de maître construites par les fabricants de textiles. Les villas, bâties d'après des modèles néerlandais, ont plus de cent ans. En maints endroits surgissent des témoins de l'histoire récente et ancienne, par exemple la mairie achevée en 1952 avec son petit clocher, ou encore un vieux puits à poulie dans le parc du Völlinkhoff. Dans le parc de la ville se trouvent les lourds grès de la meule à broyer du moulin à huile de Nordhorn ; une nouvelle digue a remplacé les vieille installations. Avec le démantèlement des moulins à grains et des moulins-scierie de Mühlendamm, a pris fin à Nordhorn une histoire des moulins vieille de près de six siècles. Ces bâtiments ont été rénovés et offrent désormais un espace pour les manifestations culturelles.
L'histoire de l'industrie a été écrite à Nordhorn par (entre autres) l'usine textile Povel, qui a fermé ses portes en 1979 après presque un siècle de production. La tour de l'ancienne filature reste, comme monument industriel, le dernier témoin du boom économique du début du siècle dernier. C'est aujourd'hui un musée.
Dans la Bussmaate, ancienne région de prés humides, a été construite il y a cent ans l'usine textile Rawe avec sa zone d'habitation attenante pour les ouvriers du textile. Au début des années 1950, le professeur Emanuel Lindner, maître de conférences au Bauhaus et élève de Mies van der Rohe, a conçu avec l'architecte Heinrich Eberhard Zeidler qui vit aujourd'hui au Canada, des extensions de bâtiments pour cette entreprise ; ces bâtiments sont actuellement inoccupés.

### Paysages
Les paysages fluviaux de la Vechte et les canaux avec leurs rangées d'arbres servent aujourd'hui à la villégiature. Les canaux, creusés il y a plus de 100 ans pour le transport et le drainage des zones marécageuses, hébergent aujourd'hui une faune variée et sont utilisés pour le loisir et la détente. Des écluses de grès et de brique recuite, en partie actionnées encore aujourd'hui à la main, équilibrent les différences de niveaux de l'eau.
Champs et pâturages entourent des domaines agricoles à la périphérie de la ville.
Des zones humides et des paysages de bruyère avec leurs bouleaux, genévriers et orchidées sauvages sont les traces d'un paysage primitif. Au promeneur s'ouvre dans les Tillenberge (montagnes) un petit territoire protégé avec bruyère callune, Kratteichen et genévriers.
Le Parc de la ville date de l'époque de ses fondateurs, c'est le parc de la villa d'un des anciens fabricants. Dans l'auditorium du parc ont régulièrement lieu des concerts.

## Sport

### Euregium
L'Euregium est le terrain de jeu de la HSG Nordhorn (membre de la ligue nationale de handball, mais sert aussi à d'autres manifestations sportives et culturelles.

### Patinoire
Au milieu des années 1970 une patinoire a été construite à proximité immédiate de la piscine de plein air. Elle sert surtout, en dehors des loisirs et du sport scolaire, aux activités de jeu et d'entraînement de l'Association des sports de glace de Nordhorn. Pour raisons financières, l'association a plusieurs fois dû être dissoute puis recréée. Il y a eu ainsi, dans les premières années, l'EC Nordhorn, et jusqu'à 1999 le GEC Nordhorn, dont la première équipe de hockey sur glace a joué entre autres dans la Bundesliga (à l'époque deuxième plus haute catégorie). Actuellement, il y a le club ECE Bully-Dogs créè en 1999, dont l'équipe de hockey sur glace joue pour la saison 2007/2008 dans la Ligue des associations de Nord-Rhénanie-Westphalie. Outre le hockey sur glace, le club a admis une section patinage artistique ; ce club est rattaché à l'Association des sports de glace de Nord-Rhénanie-Westphalie. En 2002 la patinoire a été rénovée de fond en comble.

### Manifestations régulières
Le week-end de Pentecôte un grand tournoi de tennis de table, l’Euregioturnier, a lieu chaque année à l'Euregium. Dans la piscine de plein air, il y a, à la Pentecôte, un tournoi international de natation. Le VfL Weiße Elf Nordhorn organise chaque année, lors du week-end de Pentecôte, le Pfingstturnier, un tournoi traditionnel de football pour les jeunes. En 2007 en a été disputée la 25e édition. Les équipes participantes viennent de l'ensemble du territoire fédéral, ainsi que de pays européens comme les Pays-Bas, la Pologne, la Hongrie.

### Record d'Allemagne
L'équipe de football du club sportif de Hesepe, domiciliée au sud de la Nordhorn, a réussi à rester invaincue de 1996 à octobre 1999, dans 98 matches de championnat. L'équipe a réussi au cours de cette période à passer de la cinquième à la deuxième division. Le record précédent était détenu par le TSV Buchbach avec seulement 75 rencontres invaincues.

## Économie et infrastructures

### Transports

#### Le vélo
Le moyen de transport préféré des habitants de Nordhorn est le vélo, qu'on appelle le plus souvent ici Fietse (dérivé du néerlandais Fiets. Un réseau de pistes cyclables traverse l'ensemble du comté de Bentheim, et sur ces Fietsenpads des panneaux (Paddestolen) et des poteaux indicateurs spéciaux indiquent le chemin aux cyclistes. L'ouverture de l'Europe s'est déjà réalisée ici - on peut, sur ces chemins, en traversant la «frontière verte», atteindre les Pays-Bas voisins. En 2007 le comté de Bentheim a remporté le prix de la région de Basse-Saxe la plus conviviale pour le vélo.

#### Les transports routiers
La longueur totale du réseau routier de Nordhorn se monte à 586,5 km dont 28 km de routes fédérales, 10,8 km de routes du Land, 30,6 kilomètres de routes du Kreis et 517,1 km de rues.
Nordhorn compte un total de 2 807 places de parking, réparties en trois grands secteurs (nord-ouest de la ville sur le Ring-center, est de la ville sur le Neumarkt/Parkpalette, et sud de la ville près du passage Vechte-centre-ville). La ville est située à proximité de deux autoroutes fédérales, l'A 30 et l'A 31. Elle est en outre reliée à deux routes nationales, la B 403 et B 213 sur le réseau de circulation.
La construction d'une voie de contournement au nord de la ville est actuellement en projet.
Après l'ouverture du périphérique sud et est à la fin des années 1990, le centre ville devrait avec cette nouvelle voie être désencombré. Le parcours s'étend sur six kilomètres autour des quartiers de Bookholt et Deegfeld. Les coûts sont considérablement tirés à la hausse surtout par deux passages souterrains (sous la Vechte et sous le canal Nord- Sud). Un deuxième axe, également partie du contournement nord, et perpendiculaire à la voie principale, devrait alors ramener en zone urbaine. Le début des travaux est toutefois différé en raison des plaintes de nombreux agriculteurs, qui perdraient dans cette construction une partie de leurs zones agricoles. La ville de Nordhorn ne prévoit pas d'accord définitif avant 2009. Ainsi, les travaux commenceraient au plus tôt début 2010.

#### Le transport ferroviaire
Les deux gares de la ville (Nordhorn et Nordhorn-Blanke) sont desservies par le train régional RB56 vers Bad Bentheim et Neuenhaus (circulant chaque heure), exploité par Bentheimer Eisenbahn. Avant la reouverture de la ligne Bad Bentheim à Neuenhaus pour la RB56 le 7 juillet 2019, Nordhorn était la deuxième plus grande ville d’Allemagne sans trains de voyageurs,,.

#### Les autobus
Nordhorn dispose d'autobus urbains, qui rendent la ville accessible. Avec les bus régionaux (autocars), on atteint par les lignes régulières Bad Bentheim, Emlichheim, Meppen, Schüttorf et Lingen (Ems).

#### Le transport aérien
Nordhorn dispose dans le quartier de Klausheide d'un aérodrome pour avions à moteur et vol à voile. Les aéroports les plus proches sont ceux de Münster-Osnabrück et de Luchthaven Twente.

#### Le transport fluvial
Grâce à l'initiative de l'association Graf-SHIP, fondée en 2003, le sous-préfet Friedrich Kethorn a, le 14 novembre 2005, rouvert à la circulation le canal EMS-Vechte pour les bateaux de moins de 12 m de long ; les autres canaux ne sont pas encore ouverts. Le port de Klukkert a été rouvert en 2006.

## Infrastructures sociales

### L'aide au handicap à Nordhorn
L'aide au handicap a été fondée dès 1963. Aujourd'hui, dans les différents organismes d'assistance, plus de 600 personnes handicapées sont soutenues, suivies et accompagnées : du jardin d'enfants pour le soutien précoce, puis dans divers foyers, jusqu'aux différents ateliers (menuiserie par exemple), que les handicapés peuvent suivre - sous direction - selon leurs capacités et l'intérêt pour leur travail.
Pour cela, il y a l'orchestre Tabuwta, formé de personnes handicapées, qui sont soutenues par le personnel éducatif de l'assistance, et par des célébrités comme Guildo Horn. Au cours de l'année 2005 leur troisième CD a été enregistré, puis présenté dans l'ancien Atelier de tissage. L'un des trois CD (Roden Emmer) a été produit en 2000 par Elgo Lammering dans le centre pour les jeunes de Nordhorn.

### La Vechtetalschule
La Vechtetalschule (école de la vallée de la Vechte) est depuis 1989 une école pour handicapés affectés des handicaps les plus divers. En 1 992 a eu lieu le déménagement dans les nouveaux locaux. Le nom de Vechtetalschule a été attribué en 1997. Dans l'intervalle, l'école a atteint le nombre de 210 élèves, répartis dans 27 classes, dont 10 dans les locaux extérieurs. On a engagé environ 90 employés plus des gens faisant leur service civil, des candidats enseignant(e)s et des stagiaires.
Niveaux existants : le primaire, le secondaire I et le secondaire II

## Personnalités

### Enfants de la ville
Nordhorn a été souvent réputée dans l'histoire grâce à ses « fils et filles » sportifs. En plus des succès individuels d'athlètes dans des disciplines telles que le judo ou le motocross, ce sont surtout les sports d'équipe - handball, hockey sur glace et football - qui sont traditionnellement très représentés. Avant les débuts de la Ligue fédérale de football, le club Eintracht Nordhorn a joué longtemps dans la plus haute ligue allemande de football, la Superligue Nord. Dans les années 1980 et 1990 toutefois, le hockey sur glace tout d'abord, puis le handball, ont pris le dessus dans la ville. Aujourd'hui existe avec le HSG Nordhorn un club de handball de la Ligue nationale, qui remporte également un succès international.
- 1903-1992, Dr Rudolf Beckmann, industriel, sous-préfet et directeur du "Comité de la région frontalière de Bentheim"
- 1897-1952, Dr Bernard Povel, industriel, député au Bundestag et sauveur de Juifs persécutés par les nazis
- 1903-1976, Ernst Fuhry, fondateur de la "Spartaner" et cofondateur du club sportif Eintracht Nordhorn. Fuhry a dessiné, outre l'emblème de l'Eintracht, l'emblème de la Confédération allemande de football (DFB).
- 1904, Ernst Küppers, entraîneur du club sportif nautique de Nordhorn (Waspo) (1953 - 1965), participant aux Jeux Olympiques de 1928 et 1932
- 1942, 24 août, Ernst-Joachim Küppers, nageur allemand, participant aux Jeux Olympiques d'été à Tokyo
- Margret Buscher, athlète allemande, participante aux Jeux olympiques d'été à Tokyo
- 1942, Bernd Horstmann, plusieurs fois champion de natation allemand au 100 m dos
- 1952, 17 mai, Bernhard Brink, comique et musicien
- 1953, 20 avril, Marie-Luise Dött, femme politique allemande, membre du Bundestag
- 1953, 10 août, Michael Schneider, joueur de flûte à bec et chef d'orchestre
- 1955, Silke Pielen, nageuse allemande, médaille de bronze aux Jeux olympiques de Munich
- 1957, 1er août, Beate Merk, femme politique (CSU), ministre de la Justice du Land de Bavière.
- 1964, 19 avril, Karina Kim, chanteuse allemande de schlager
- 1977, 2 mai, Jan Fitschen, coureur de fond allemand
- 1985, 4 juin, Anna-Lena Grönefeld, joueuse de tennis allemande
- 1985, 10 août, Wiebke Kethorn, joueuse allemande de handball.

### Personnalités qui ont agi sur le terrain
- 1870, 7 août, Gustav Krupp von Bohlen und Halbach, industriel allemand, a construit vers 1913 un domaine et un aérodrome privé à partir desquels la commune de Clausheide (Klausheide) et l'actuel aérodrome de Nordhorn-Lingen se sont développés

- 1903, 24 mars, Rudolf Beckmann, entrepreneur et homme politique (maire, sous-préfet), initiateur du "Comité de la région frontalière de Bentheim" et adversaire résolu des plans d'annexion néerlandais (Plan Bakker-Schut), s'est engagé pour la réconciliation franco-néerlandaise. Nombreuses décorations et distinctions allemandes et néerlandaises.
- 1979, 13 mars, Børge Lund, joueur de hand-ball norvégien, a joué pendant un an dans la HSG Nordhorn